# ساموئل بنشتریت
ساموئل بنشتریت (فرانسوی: Samuel Benchetrit‎؛ زادهٔ ۲۶ ژوئن ۱۹۷۳) کارگردان فیلم، فیلم‌نامه‌نویس و هنرپیشه اهل فرانسه است. وی از سال ۲۰۰۰ میلادی تاکنون مشغول فعالیت بوده‌است.
از فیلم‌ها یا برنامه‌های تلویزیونی که وی در آن نقش داشته‌است می‌توان به پشت صحنه اشاره کرد.